# Anne… la maison aux pignons verts
Pour les articles homonymes, voir Anne... la maison aux pignons verts (homonymie) et Anne of Green Gables.
Anne avec E a la fin ... la maison aux pignons verts ou  Anne de Green Gables (titre original : Anne of Green Gables) est un roman de l'autrice canadienne Lucy Maud Montgomery, publié en 1908 sous le nom de L. M. Montgomery.
L'intrigue principale du roman se déroule durant la seconde moitié du XIXe siècle et raconte les aventures d'Anne Shirley, une orpheline canadienne de onze ans, dans la ville fictive d'Avonlea, sur l'Île-du-Prince-Édouard. Elle est envoyée par erreur chez Matthew et Marilla Cuthbert, un frère et une sœur tous deux âgés, qui avaient en fait demandé un jeune garçon pour travailler dans leur ferme de Green Gables.
Depuis sa publication, Anne... la maison aux pignons verts est considéré comme un classique de la littérature d'enfance et de jeunesse internationale ; il a été traduit en plus de trente-six langues et est l'un des livres les plus vendus au monde avec plus de cinquante millions d'exemplaires. Premier d'une saga anthologique, le roman est suivi de nombreux ouvrages de Lucy Maud Montgomery, ainsi que d'une suite et d'un prologue posthumes. Le roman a également été adapté au cinéma, à la télévision et au théâtre,,.

## Genèse
Durant l'écriture du roman, Lucy Maud Montgomery dit s'être inspirée de notes rédigées plus jeune sur un couple qui aurait par erreur reçu une jeune fille au lieu d'un jeune garçon comme demandé et qui aurait décidé de la garder. Elle puise aussi dans ses souvenirs d'enfance à la campagne sur l'Île-du-Prince-Édouard. Pour créer le visage d'Anne Shirley, Lucy Maud Montgomery a utilisé une photographie d'Evelyn Nesbit découpée dans le Metropolitan Magazine et qui lui rappelait son « idéalisme et sa spiritualité enfantine ».
Lucy Maud Montgomery a également emprunté aux histoires d'orphelines très populaires à l'époque, forgées selon un schéma prévisible appelé la « formule Ann », tout en distinguant son personnage des autres par l'ajout d'un « E » au prénom de son héroïne,. D'autres personnages, comme celui de Gilbert Blythe, sont inspirés de personnes que l'autrice a connu lors de sa vie. Elle raconte avoir écrit son roman principalement à l'heure du crépuscule, assise à la fenêtre et contemplant les champs de Cavendish.

## Résumé

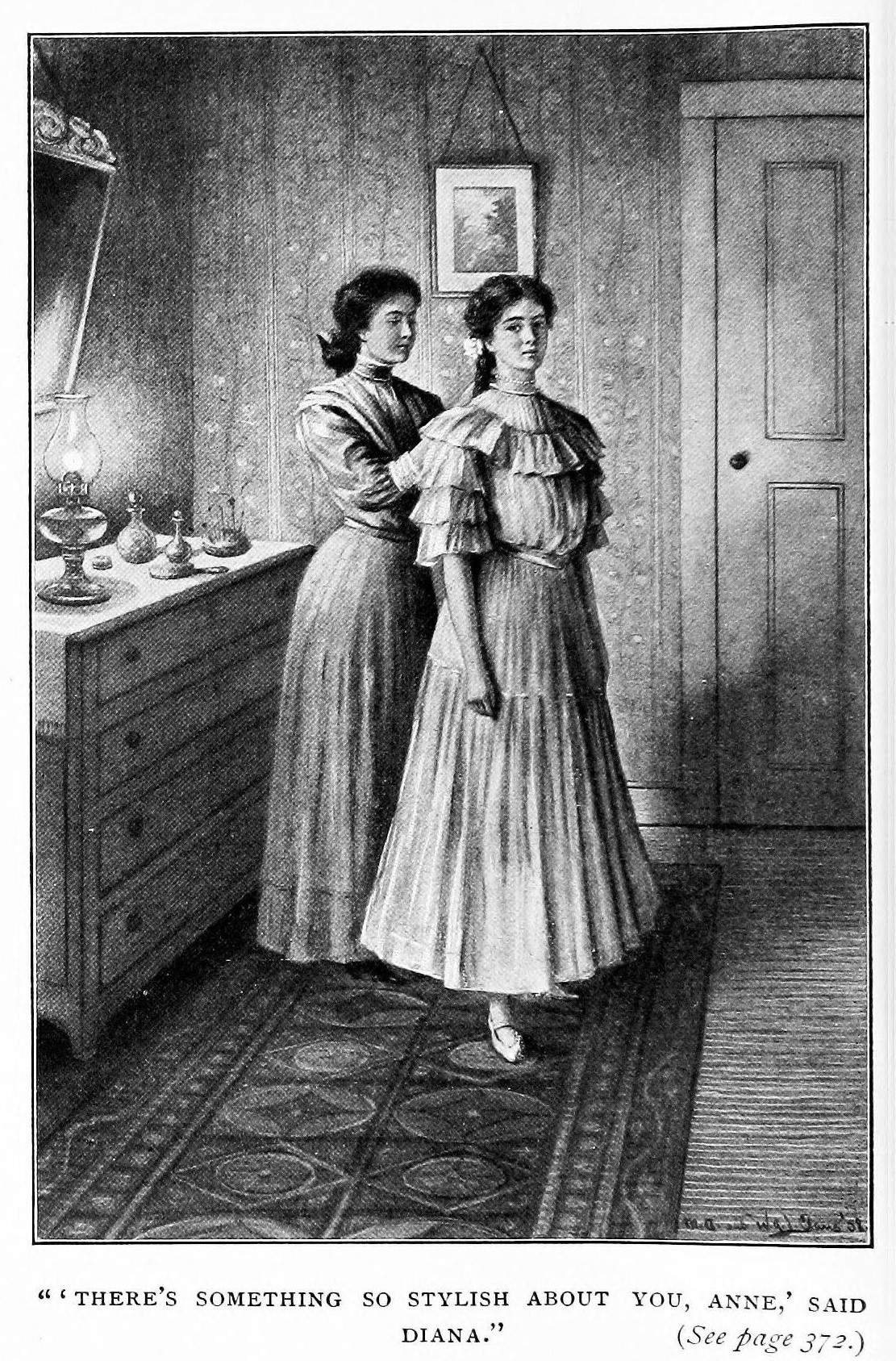
Anne et Diana.

Anne Shirley, une jeune orpheline venant de la communauté fictive de Bolingbroke, en Nouvelle-Écosse (inspirée de New London),, est envoyée par erreur chez Marilla et Matthew Cuthbert, un frère et une sœur quinquagénaires, après une enfance marquée par les séjours dans des orphelinats et des familles d'accueil. Marilla et Matthew avaient originellement décidé d'adopter un jeune garçon afin d'aider Matthew à travailler dans la ferme des « Pignons verts » (Green Gables en VO), située dans la ville fictive d'Avonlea (inspirée de Cavendish).
Anne est une jeune fille douée de fantaisie, démonstrative, avec une imagination débordante et l'envie de plaire à tout le monde. Elle est cependant peu sûre de son apparence et déteste ses cheveux roux, ses taches de rousseur, sa peau pâle et sa carrure maigre, bien qu'elle apprécie son nez. Elle est très bavarde, surtout lorsqu'il s'agit de raconter ses rêves. Marilla décide d'abord de renvoyer Anne à l'orphelinat, mais après l'avoir observée et avoir réfléchi, et avec l'encouragement bienveillant de Matthew, elle décide de la garder à la ferme. Anne apprécie les petites choses de la vie et s'adapte à sa nouvelle existence à la ferme et au village, et son imagination et sa loquacité apportent de la joie à Green Gables.
Le roman raconte les joies et les peines d'Anne alors qu'elle apprend à vivre aux « Pignons verts », qui est son premier vrai domicile : elle va à l'école du village et est très vite remarquée pour son intelligence, se lie d'amitié avec Diana Barry, sa voisine, développe son amour pour la littérature. Elle devient la rivale d'un de ses camarades de classe, Gilbert Blythe, qui se moque de ses cheveux roux et s'attire ainsi la haine d'Anne, malgré ses excuses. La colère d'Anne s'estompe avec le temps, mais sa fierté l'empêche d'aller vers Gilbert.
Le roman narre également les aventures d'Anne dans le village d'Avonlea avec ses amies Diana, Jane Andrews, une jeune fille réservée, et la belle Ruby Gillis, qui ne pense qu'aux garçons, mais aussi sa mésentente avec Gertie et Josie Pye ainsi que ses mésaventures domestiques, comme lorsqu'elle se teint les cheveux en vert en voulant qu'ils deviennent noirs, ou en enivrant accidentellement Diana en lui faisant boire ce qu'elle pense être du jus de framboise mais qui se révèle être du vin de groseilles.
À seize ans, Anne va à la Queen's Academy dans le but de devenir professeure, avec Gilbert, Ruby, Josie, Jane et d'autres étudiantes, sauf Diana, au grand désespoir d'Anne. Elle obtient sa licence au bout d'un an au lieu de deux et décroche une bourse en tant que meilleure étudiante. Cet argent lui permet de continuer ses études à l'université fictive de Redmond (inspirée de l'Université Dalhousie) en Nouvelle-Écosse.
Cependant, la tragédie frappe les « Pignons verts » lorsque Matthew décède d'une attaque cardiaque après avoir perdu toutes ses économies lors d'une banqueroute. Anne renonce alors à sa bourse pour retourner aux « Pignons verts » et aider Marilla, qui commence à perdre la vue. Anne décide alors de devenir professeure à Carmody School, l'école la plus proche possible des « Pignons verts ». Mais Gilbert abandonne son poste de professeur à Avonlea pour le céder à Anne. Cet acte cimente leur amitié, et désormais Anne est impatiente de voir ce que lui apportera la vie.

## Personnages

### Habitants des «Pignons verts»
- Anne Shirley. Orpheline imaginative et bavarde qui vient vivre chez Matthew et Marilla Cuthbert à l'âge de onze ans. Anne est très sensible et déteste la rousseur de ses cheveux. Son enfance s'est passée dans les orphelinats et les familles d'accueil à s'occuper d'enfants plus jeunes ; elle est donc très heureuse d'avoir enfin une vraie maison aux « Pignons verts ».

- Marilla Cuthbert. Sœur de Matthew, c'est une femme austère et impartiale avec « un certain sens de l'humour ». Avant l'arrivée d'Anne aux « Pignons verts », sa vie est sans couleurs et sans réelle joie. Elle tente d'instaurer la discipline dans l'esprit de la jeune fille mais finit par être séduite par sa joie et sa vivacité.

- Matthew Cuthbert. Frère de Marilla, c'est un homme bienveillant et timide qui apprécie Anne dès qu'il la rencontre. Ils se lient rapidement d'amitié et il est la première personne qui montre un amour inconditionnel pour Anne. Malgré le fait que Marilla ait la principale responsabilité de l'éducation de la jeune fille, il n'hésite pas à la gâter avec de beaux vêtements et autres frivolités.

- Jerry Buote. le fermier des Pignons verts qui aide Matthew et Marilla.

- Martin. l'ouvrier des Pignons verts qui aide Matthew et Marilla.

### Entourage d'Anne
- Ann Anderson. Amie d'Anne.

- Jane Andrews. Jeune fille réservée et sensible et amie d'Anne. Elle est assez bonne à l'école pour intégrer la classe d'Anne à l'académie.

- Kitty Andrews. Jeune fille vive et sensible et amie d'Anne et sœur de Jane Andrews. Elle est assez bonne à l'école pour intégrer la classe d'Anne à l'académie comme sa sœur.

- Diane Andrews. Jeune fille vive et sensible et amie d'Anne et sœur de Jane Andrews. Elle est assez bonne à l'école pour intégrer la classe d'Anne à l'académie comme sa sœur.

- Malcolm Andrews. Ami de Susan Gillis.

- Minnie Andrews. Camarade de classe d'Anne.

- Prissy Andrews. Camarade de classe d'Anne ; il est supposé qu'elle entretient une relation intime avec M. Phillips, le maître d'école.

- Geo Balderston. Ami d'Anne.

- John Barlow. Ami d'Anne.

- Diana Barry. Meilleure amie d'Anne. Elles se lient d'amitié dès leur première rencontre. C'est la seule fille de l'âge d'Anne qui vit près des « Pignons verts ». Anne admire Diana pour sa beauté et son caractère charmant. Diana manque terriblement d'imagination, mais elle est une amie très loyale. Elle épouse Fred avec qui elle a un fils. En découvrant le bébé elle a une petite déception car elle aurait voulu avoir une fille pour l'appeler "Anne" en l'honneur de sa meilleure amie.

- Alice Bell. Camarade de classe d'Anne.

- Julie Bell. Belle jeune fille, amie de Gilbert.

- Gilbert Blythe. Jeune garçon beau et intelligent. Il a deux ans de plus qu'Anne, pour qui il a le béguin. Inconscient de la sensibilité d'Anne, il tente d'attirer son attention en tirant une de ses nattes et en l'appelant Poil de Carotte dans la salle de classe. Malgré les excuses répétées de Gilbert, la haine et la fierté d'Anne l'empêchent de lui pardonner, et ils ne se parlent pas pendant plusieurs années. À la fin du livre, ils se réconcilient et deviennent bons amis. Dans le 4e volume, ils se fiancent et échange des lettres pendant les études de Gilbert en faculté de médecine.

- Sam Boitleau. Camarade de classe d'Anne.

- Tilly Botler. Belle jeune fille blonde et amie d'Anne.

- Loretta Bradley. Amie d'Anne. Elle a le même âge qu'elle et va également à l'école du dimanche.

- Norman Camble. Ami d'Anne.

- John Cotton. Ami d'Anne.

- James Dixon. Ami d'Anne.

- George Dockendorff. Ami d'Anne.

- Victor Edwards. Ami d'Anne.

- Helen Gamble. Camarade de classe d'Anne.

- Ruby Gillis. Belle jeune fille blonde et amie d'Anne. Ayant plusieurs sœurs aînées, elle aime partager ses connaissances sur les garçons avec ses amies. Elle contracte la tuberculose et en meurt vers l'âge de 18 ans.

- Sarah Gillis. Amie d'Anne et sœur de Ruby.

- Susan Gillis. Sœur de Ruby.

- Jimmy Glover. Camarade de classe d'Anne.

- Jacob Goodwin. Ami d'Anne.

- Mary Green. Belle fille, amie de Gilbert.

- Jane Holman. Amie d'Anne.

- Leo Hart. Ami d'Anne.

- Irwin Hill. Ami d'Anne.

- Alice Indou. Camarade de classe d'Anne.

- Jno Irving. Camarade de classe d'Anne.

- Joseph Kelly. Ami d'Anne.

- David Lawson. Camarade de classe d'Anne.

- Steven Lawson. Ami d'Anne et frère de David.

- Alice Levine. Amie d'Anne.

- Masa Lewis. Ami d'Anne.

- Jim Mason. Ami d'Anne.

- Amy Maxfield. Ami d'Anne.

- P.D. McDonald. Ami d'Anne.

- Malcolm McFadyen. Ami d'Anne.

- Maudit Furgon McFurson. Ami d'Anne.

- Ella May McFurson. Amie d'Anne.

- Minnie McFurson. Amie d'Anne.

- Kelly McGregor. Amie d'Anne.

- Ray McKinnon. Ami d'Anne.

- John L. McKinnon. Ami d'Anne.

- Chas McLean. Camarade de classe d'Anne.

- Neil McLeod. Ami d'Anne.

- Ripley McLure. Ami d'Anne.

- Susanah McNutt. Camarade de classe d'Anne.

- Chas McQuarrie Jr. Camarade de classe d'Anne.

- Alex Miller. Ami d'Anne.

- Wesley Myers. Ami d'Anne.

- Dan Nowlan. Ami d'Anne.

- Peter O'Ates. Ami d'Anne.

- Ralph O'Connor. Ami d'Anne.

- John Orr. Ami d'Anne.

- Thomas Pope. Ami d'Anne.

- Percy Powe. Camarade de classe d'Anne.

- Gauthier Pye. Camarade de classe d'Anne, frère de Josie.

- Gurtie Pye. Camarade de classe d'Anne, peu appréciée des autres filles.

- Josie Pye. Camarade de classe d'Anne, peu appréciée des autres filles, tout comme ses frères et sœurs. Elle est superficielle, malhonnête et jalouse de la popularité d'Anne.

- Arch Ramsay. Camarade de classe d'Anne.

- Allan H. Reid. Ami d'Anne.

- Micky Revere. Ami d'Anne.

- Duncan Richards. Ami d'Anne.

- Bessie Right. Belle fille, amie de Gilbert.

- Tom Robertson. Belle fille, amie de Gilbert.

- James Dixon. Ami d'Anne.

- Frank Stocklin. Ami de Josie Pye.

- Heeth Swanson. Ami d'Anne.

- Michael Smallwood. Ami d'Anne.

- William Silliker. Camarade de classe d'Anne.

- Charlie Sloane. Ami d'Anne, frère de Sophia.

- Sophia Sloane. Amie d'Anne, sœur de Charlie.

- Jamie L. Spence. Camarade de classe d'Anne.

- Emma White. Camarade de classe d'Anne.

- James Woodman. Camarade de classe d'Anne.

- John Yeo. Camarade de classe d'Anne.

- Robert Younker. Ami d'Anne.

### Habitants d'Avonlea
- Rachel Lynde. Voisine de Matthew et Marilla, Rachel Lynde est une personne très occupée mais très charitable. Même si elle et Anne ne s'entendent pas très bien à cause de leurs caractères bruts, elles finissent par devenir proches. Rachel est mariée à Thomas Lynde, avec qui elle a eu dix enfants.

- Samuel Harris. La nièce de sa femme est vendeuse.

- M. Teddy Phillips. Le maître d'école d'Anne à Avonlea. Il n'est pas très apprécié des élèves et particulièrement pas par Anne : il écrit constamment son prénom sans le « E » et la punit souvent et sévèrement. Il est décrit comme manquant de discipline et séduit l'une de ses élèves ouvertement.

- Mlle Muriel Stacy. La maîtresse d'école remplaçante à Avonlea. Son caractère chaleureux et sympathique plaît aux élèves, bien que certains parents apprécient peu ses méthodes d'enseignement progressistes. Mlle Stacy a un esprit bienveillant et Anne la considère comme un mentor. Elle encourage la jeune fille à développer son caractère et son intellect et l'aide à se préparer pour l'examen d'entrée à l'académie.

- Le révérend et Mme Allan. Anne devient proches d'eux et plus particulièrement de Mme Allan, qu'elle trouve belle et bienveillante.

- M. le Surintendant Bell. Il vient voir Anne souvent.

- M. William Blair. Matthew vient le voir souvent.

- M. et Mme Barry. Les parents de Diana. M. Barry est un fermier qui aide financièrement Anne et Marilla après la mort de Matthew. Mme Barry est une mère stricte qui empêche Diana et Anne de se voir après l'incident du vin de groseilles, avant de révoquer sa sanction quand Anne sauve la vie de la petite sœur de Diana.

- Minnie May Barry. La petite sœur de Diana. Anne lui sauve de la vie en la guérissant du croup.

- Marie Joe Barry. La grande sœur de Diana.

- Joséphine Barry. La tante du père de Diana.

- Prissy Lagraine. Une amie d'Anne.

- Stella Ménard. Une amie d'Anne.

- Mr Tom Russel. Le directeur de la banque AB.

- M. Sadley. Il vient voir les Cuthbert.

### Autres
- Mlle Josephine Barry. La grand-tante de Diana. D'abord sévère, elle est vite charmée et amusée par l'imagination d'Anne et l'invite à prendre le thé avec Diana. Elle envoie même des souliers brodés à Anne pour Noël.

- Mme Hammond. Anne a vécu chez elle une partie de son enfance avant les « Pignons verts », pendant laquelle elle s'est occupée de ses trois paires de jumeaux. Anne est envoyée à l'orphelinat quand Mme Hammond est forcée de déménager à la suite de la mort soudaine de son mari.

- Mr et Mme Chesterhouse. Ils viennent souvent aux Pignons Verts.

- Le vendeur de produits de beauté. Il vient voir Anne dans l'épisode 30 de la série animée.

- Le docteur Spencer. Le médecin de famille des Cuthbert.

- Mme Spencer. Elle vient voir Anne aux Pingons Verts.

- Le chef de gare. Il accueille les gens.

- Mr McNeal. Le responsable du bureau de poste de Carmody.

- Le vendeur d'affaires scolaires. Il vient voir Matthew et Marrilla pour une lettre d'Anne.

- Mme Evans. Une actrice.

- Mme Aim. Une institutrice.

- Mme Blunt. Une méchante femme.

## Publication
Anne... la maison aux pignons verts est publié pour la première fois le 13 juin 1908 à Boston par L.C. Page & Co. Le roman devient rapidement un best-seller et plus de dix-neuf mille exemplaires sont vendus lors des cinq premiers mois. Depuis, plus de cinquante millions ont été vendus dans le monde. En Suisse, il est paru pour la première fois en 1925 sous le titre Anne, ou les Illusions heureuses ; en France, en 1964 chez Hachette dans la collection Bibliothèque verte sous le titre Anne et le bonheur ; au Québec, en 1985.
En 2017, la maison d'édition IL ETAIT UN BOUQUIN / EBOOK propose une nouvelle traduction de Laure Valentin pour les tomes 1 et 2 (2017 et 2018). Puis Sandrine Larbre poursuit le travail de traduction : Anne quitte son ile en 2019, Anne au domaine des peupliers en 2020, et Anne dans sa maison de rêve en 2021. Les quatre premiers tomes sont également disponibles en livres audio, adaptés par la société bordelaise Voolume Editions.
En 2020, une nouvelle traduction est publiée en français, sous le titre Anne de Green Gables.

## Suite
Après le succès de son premier roman, Lucy Maud Montgomery écrit une série de suites pour continuer l'histoire d'Anne Shirley.
| № | Livre                               | Date de publication | Âge d'Anne | Chronologie |
| --- | ----------------------------------- | ------------------- | ---------- | ----------- |
| 1 | Anne... la maison aux pignons verts | 1908                | 11–16      | 1876–1881   |
| 2 | Anne d'Avonlea                      | 1909                | 16–18      | 1881–1883   |
| 3 | Anne quitte son île                 | 1915                | 18–22      | 1883–1887   |
| 4 | Anne au Domaine des Peupliers       | 1936                | 22–25      | 1887–1890   |
| 5 | Anne dans sa maison de rêve         | 1917                | 25–27      | 1890–1892   |
| 6 | Anne d'Ingleside                    | 1939                | 34–40      | 1899–1905   |
| Les livres suivants se concentrent sur les enfants d'Anne ou sur des amis de sa famille. Anne apparaît dans ces volumes mais y joue un rôle moins important. |                                     |                     |            |             |
| № | Livre                               | Date de publication | Âge d'Anne | Chronologie |
| 7 | La Vallée Arc-en-Ciel               | 1919                | 41–43      | 1906–1908   |
| 8 | Rilla d'Ingleside                   | 1921                | 49–53      | 1914–1918   |
| 9 | The Blythe are Quoted               | 2009                | 40–75      | 1905–1940   |
| Anne Shirley apparaît dans une histoire et est mentionnée dans certaines histoires des ouvrages suivants :                                                   |                                     |                     |            |             |
| № | Livre                               | Date de publication | Âge d'Anne | Chronologie |
| — | Chroniques d'Avonlea 1              | 1912                | approx. 20 | 1885        |
| — | Chroniques d'Avonlea 2              | 1920                | approx. 20 | 1885        |

Le prologue, intitulé Before Green Gables (Anne... avant La Maison aux Pignons Verts), est publié par Budge Wilson en 2008 avec l'autorisation des héritiers de Lucy Maud Montgomery.

## Tourisme
La ferme de Green Gables est située à Cavendish, sur l'Île-du-Prince-Édouard, au Canada. De nombreuses attractions touristiques sur l'île sont développées autour de l'œuvre de Lucy Maud Montgomery, et certaines plaques d'immatriculation provinciales portent son image. Balsam Hollow et Campbell Pond, une forêt et un lac ayant inspiré des lieux du roman, se trouvent également dans la propriété. De plus, le Centre des arts de la Confédération, situé à Charlottetown, accueille la comédie musicale Anne... la maison aux pignons verts chaque été depuis cinq décennies. Le musée de Anne... la maison aux pignons verts est situé à Park Corner, dans une maison qui a inspiré l'autrice.

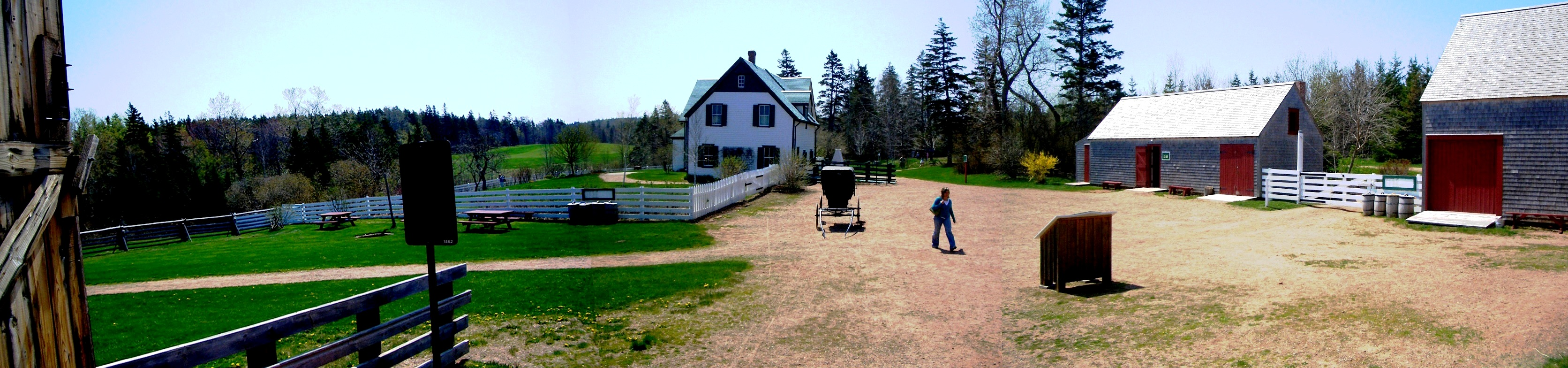
Panorama de la ferme de Green Gables.

## Adaptations

### Cinéma
- 1919 : Anne of Green Gables, film muet sur un scénario de Frances Marion, réalisé par William Desmond Taylor, avec Mary Miles Minter. Le film est considéré perdu.
- 1934 : Miss Carrott (Anne of Green Gables), film américain de George Nichols Jr., avec Dawn O'Day.

### Télévision

#### Téléfilms
- 1956 : Anne of Green Gables (en), téléfilm canadien de Don Harron, avec Toby Tarnow ;
- 1957 : Anne De Green Gables, téléfilm québécois de Jacques Gauthier, avec Mireille Lachance, Hervé Brousseau ;
- 1985 : Anne… la maison aux pignons verts (Anne of Green Gables) (Le Bonheur au bout du chemin en France) ;
- 1987 : Anne... la maison aux pignons verts : La Suite (Anne of Green Gables: The Sequel) (Le Bonheur au bout du chemin II en France) ;
- 2000 : Anne... la maison aux pignons verts : Les Années de tourmente (Anne of Green Gables: The Continuing Story) (Le Bonheur au bout du chemin III en France).

#### Séries télévisées
- 1952 : Anne of Green Gables, série télévisée britannique en six épisodes, avec Carole Lorimer ;
- 1975 : Anne of Avonlea, série télévisée britannique en six épisodes de Joan Craft, avec Kim Braden ;
- 1990-1996 : Les Contes d'Avonlea, série canadienne de Kevin Sullivan ;
- 2017-2019 : Anne with an E, série canadienne de Moira Walley-Beckett.

#### Dessins animés
- 1979 : Anne… la maison aux pignons verts (japonais ; connu au Québec sous le titre Anne, la maison aux pignons verts) ;
- 2000-2001 : Anne of Green Gables: The Animated Series (Canada ; doublé en français sous le titre Anne des pignons verts) ;
- 2009 : Before Green Gables (Konnichiwa Anne, série d'animation japonaise[20], préquelle de la série de 1979) ;
- 2025 : Anne Shirley (série d'animation japonaise)[21].

### Manga
- 1997 : Anne - La maison aux pignons verts (赤毛のアン, Akage no Anne?), manga japonais dessiné par Igarashi Yumiko[22] ;
- 2020 : Anne… la maison aux pignons verts (赤毛のアン, Akage no Anne?), manga japonais dessiné par Kuma-chan[23] ;
- 2024 : Anne Shirley (アン・シャーリー, An Shārī?), manga japonais dessiné par Akane Hoshikubo, adapté de l'animé de 2025[24].

### Théâtre
- 1965 : Anne of Green Gables: The Musical (en)

## Éditions françaises
- Bibliothèque nationale de France

- 1925 : Anne, ou les Illusions heureuses, traduction de S. Maerky-Richard ; Genève : éd. J. H. Jeheber, 382 p[25].
- 1964 : Anne et le bonheur, Lucy Maud Montgomery. Traduit par Suzanne Pairault. Illustré par Jacques Fromont ; Paris : éditions Hachette, collection Bibliothèque verte no 245, 254 p[26].
- 1986 : Anne… la maison aux pignons verts, Lucy Maud Montgomery ; édition Québec/Amérique,  (ISBN 2-7644-0136-1 et 2-89242-510-7)
- 1987 : Anne : la maison aux pignons verts, Lucy Maud Montgomery ; trad. par Henri-Dominique Paratte, Paris : éditions Julliard, 277 p.,  (ISBN 2-260-00494-6)[27]
- 2015 : Anne des pignons verts, Lucy Maud Montgomery ; trad. par Laure Valentin ; édition Il était un ebook, 332 p., (ASIN B0157CNKFM)
- 2020 : Anne de Green Gables, Lucy Maud Montgomery ; traduit de l'anglais (Canada) par Hélène Charrier ; édition Monsieur Toussaint Louverture, 384 pages  (ISBN 978-2381960081).
- 2021 : Anne d'Avonlea, Lucy Maud Montgomery ; traduit de l'anglais (Canada) par Isabelle Gadoin ; édition Monsieur Toussaint Louverture, 352 pages  (ISBN 9782381960135)
- 2021 : Anne de Redmond, Lucy Maud Montgomery ; traduit de l'anglais (Canada) par Laure-Lyn Boisseau-Axmann ; édition Monsieur Toussaint Louverture, 344 pages  (ISBN 9782381960258)[28]
- 2022 : Anne de Windy Willows, Lucy Maud Montgomery traduit de l'anglais (Canada) par Patricia Barbe-Girault ; édition Monsieur Toussaint Louverture, 366 pages  (ISBN 9782381960272)[29]
- 2022 : Anne et la maison de ses rêves, Lucy Maud Montgomery traduit de l'anglais (Canada) par Laure-Lyn Boisseau-Axmann ; édition Monsieur Toussaint Louverture, 336 pages  (ISBN 9782381960326)[30]
- 2022 : Anne d'Ingleside, Lucy Maud Montgomery traduit de l'anglais (Canada) par  Patricia Barbe-Girault ; édition Monsieur Toussaint Louverture, 336 pages  (ISBN 9782381960678)[31]